# Famiglio (spirito)

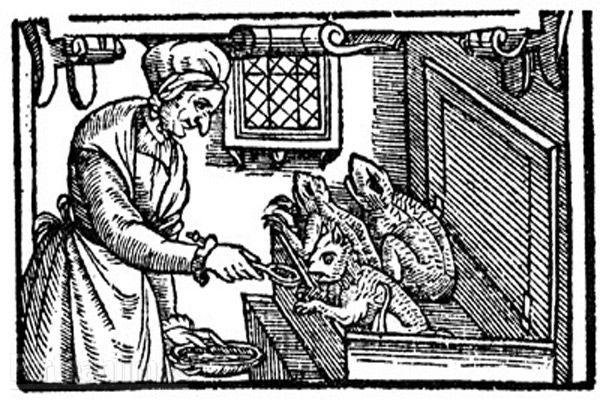
Una strega che nutre i suoi famigli, da una stampa inglese del 1579

Nella tradizione religiosa popolare il famiglio è uno spirito maligno, generalmente un demone minore, che funge da servitore delle streghe, e da cui derivano le storie di superstizione per i gatti neri o per i gufi, ritenuti posseduti da uno di essi.

## Storia

La pozione d'amore, di Evelyn De Morgan (1903), in cui è raffigurato un famiglio nelle sembianze di un gatto nero ai piedi della strega.

Si riteneva che i famigli potessero assumere l'aspetto non soltanto di gatti e gufi, ma anche di altri animali come corvi, cornacchie, civette, rospi, furetti, ecc.
La strega, per tradizione, poteva ricevere un famiglio direttamente dal diavolo. In occasione della cacce alle streghe occorse nel Medioevo e nel Rinascimento, molti di questi animali, tra cui in particolare i gatti, essendo ritenuti di origine diabolica vennero sterminati, soprattutto in Scozia ed Inghilterra. Ne derivò una maggiore proliferazione di topi, spesso portatori di peste.
Non sempre tuttavia ai famigli era attribuita una pessima fama, anzi in alcuni luoghi della Germania potevano essere considerati amichevoli in quanto assistenti di persone particolarmente sagge, come i maghi o le guide spirituali delle comunità.
Per la loro capacità di presentire i pericoli o gli eventi funesti, potevano essere usati a scopi scaramantici e protettivi contro malocchi e malattie, oppure come catalizzatori nei rituali di magia, oltre che in tutte le forme di divinazione.
Tramite un incantesimo il loro spirito poteva anche essere racchiuso dentro bottiglie, anelli o pietre, ed evocato al momento opportuno.
Oltre che in Europa, i famigli esistevano anche in diverse parti del mondo come testimoniato da varie tradizioni popolari: in Nuova Guinea gli stregoni o sciamani utilizzano il serpente, in Malaysia il gufo.

### Nella cultura di massa
Nel Faust di Goethe vengono descritti i famigli di una strega, incaricata da Mefistofele di preparare una pozione in grado di ridare la gioventù al protagonista: essi hanno le sembianze di Gatti Mammoni, e vivono in una fucina di filtri magici.
Nei libri di Carlos Castaneda, i due stregoni principali presso cui lo scrittore svolge il proprio apprendistato appaiono assistiti da due spiriti animaleschi ciascuno, denominati «alleati», e contenuti nella loro «zucca del potere»: quelli di don Juan erano capaci di tramutarsi in un famelico coyote ed un grosso macigno scuro imprecisato; quelli di don Genaro in un gigantesco giaguaro ed un essere alto e secco dalle fattezze umane.
Anche tra i personaggi di Walt Disney, un esempio di famiglio è il corvo della strega Amelia, di nome Gennarino.